# Wassen
Wassen (Wassenⓘ) ist eine Einwohnergemeinde im Schweizer Kanton Uri. Es liegt im Reusstal.

## Geographie

Luftbild von 1963

Wassen liegt auf 930 m ü. M. über dem linken Ufer der Reuss im oberen Teil des Urner Reusstals am Eingang zum Meiental und liegt somit in den Urner Alpen. Die Meienreuss mündet bei Wassen in die Reuss. Unterhalb des Dorfes liegt der Stausee am Pfaffensprung.
Zur Gemeinde gehören im Reusstal das Dorf und einige kleine Häusergruppen. In der Ortschaft Meien im Meiental gibt es zahlreiche kleine Siedlungen und Häusergruppen. Die grössten sind Dörfli (1280 m ü. M. hoch), Färnigen (1459 m ü. M.), Husen (1179 m ü. M.) und Kapelle. Sie sind zwischen 3 und 7,5 km vom Dorf entfernt an der Passstrasse zum Sustenpass.
Nur 26 ha oder 0,3 % der Gemeinde sind Siedlungsfläche. Bedeutender ist zwar die Landwirtschaftsfläche mit 732 ha oder einem Anteil von 7,6 %. Doch der Grossteil des Gemeindeareals ist von Wald und Gehölz bedeckt (1726 ha oder 17,8 %) oder unproduktives Gebiet (Gewässer und Gebirge; 6546 ha oder 67 %).
Wassen grenzt im Norden an die Obwaldner Exklave Engelberg, an Attinghausen und an Erstfeld, im Osten an Gurtnellen, im Süden an Göschenen und im Westen an die ehemalige Berner Oberländer Gemeinde Gadmen. Auf dem Gipfel des Grassen findet sich ein Dreikantonseck zu den Kantonen Bern und Obwalden ().

## Geschichte
Die Ursprungsbevölkerung waren romanisierte Kelten. Ab dem 13. Jahrhundert wanderten alemannische Siedler ein. Die Gemeinde Wassen wurde am 8. Mai 1287 erstmals urkundlich erwähnt, war Teil der Kirchgemeinde Silenen und hatte verschiedene Grundherren. Wassen hatte ab 1408 das Recht auf einen Leutpriester. Seit 1439 war die Gemeinde eine eigenständige Kirchgemeinde mit einem Priester. Im frühen 17. Jahrhundert wurde an der Grenze des Meientals Richtung Haslital eine Schanze errichtet. Vom frühen 18. Jahrhundert bis 1879 hatte der Ortsteil Meien Sonderrechte (z. B. einen eigenen Seelsorger). Eine erste Grundschule entstand in Wassen im Jahr 1655, eine erste Schulordnung 1690. Da Wassen auf der Gotthardroute lag, war es stark vom Durchgangsverkehr der Säumer geprägt. Bis ins 19. Jahrhundert erfolgte der Warentransport mit Eseln und Maultieren und Personen passierten die Gotthardroute zu Fuss oder auf Reittieren. Dann wurde zwischen 1820 und 1830 eine fahrbare Strasse erbaut und der Transport von Waren und Menschen erfolgte mit Fuhrwerken und Kutschen. Wassen hatte eine Sust und war Zollstation des Landes Uri. Es bildete zusammen mit Unterschächen eine Genossame mit vier lebenslänglichen Mitgliedern im Urner Landrat. In der Helvetik gehörte Wassen zum Distrikt Urseren und zum Kanton Waldstätten. Auf die Bevölkerungsexplosion beim Bau der Gotthardstrecke und des Gotthardtunnels folgte eine starke Auswanderungswelle, die bis heute anhält. Im 20. Jahrhundert wurde der Stausee Pfaffensprung zwecks Energiegewinnung angelegt. Weder der Ausbau der Sustenstrasse noch der Bau der A2 konnten die Abwanderung stoppen. Seit 1981 gibt es in Wassen das Betagten- und Pflegeheim Urner Oberland.

## Wappen und Fahne
Anmerkung: Die Gemeinde Wassen benutzt eine andere Zeichnung als die hier gezeigte mit einer leicht anderen Darstellung.
Blasonierung
In weiss ein rotgezungter Bär mit geschultertem gelben Rundholz
Das Wappen hat seinen Ursprung im St. Gallus Patrozinium der Wassner Pfarrkirche. Der Legende nach wurde der heilige Gallus beim Bau seiner Zelle von einem Bären unterstützt. Bereits im 19. Jahrhundert zierten der heilige Gallus und der Bär das Pfarreisiegel der Kirche. Man geht davon aus, dass das Wappen in der heutigen Form Anfang 20. Jahrhundert entstanden ist.

## Bevölkerung
Wassen war bis zum Bau der Gotthardbahn und des Gotthardtunnels ein Bergdorf mit den Ortsteilen Göschenen, Meien und Wassen. Die Helvetische Volkszählung von 1799 war die einzige Zählung, in der alle drei Ortsteile separat gezählt wurden. Göschenen zählte damals 289, Meien 308 und Wassen 393 Einwohner. Zwischen 1743 und 1811 gab es eine langandauernde Wachstumsphase (1743–1811: +43,4 %). Danach folgte eine Zeit mit wenig Wachstum (1811–1870: +5,8 %). Im Jahr 1875 spaltete sich Göschenen ab und wurde eine eigenständige Gemeinde.
Quellen: Volkszählungen in der Schweiz vor 1850; Bevölkerungsentwicklung der Gemeinden 1850–2000; altes Gemeindegebiet mit Göschenen und Wassen
Bedingt durch den Bau des Gotthardtunnels erreichte die Einwohnerzahl der Gemeinde 1880 einen Allzeitrekord von 2726 Bewohnern (zusammen mit dem ausgegliederten Göschenen 5718 Personen; 1870–1880: +336 %). Nach der Eröffnung des Gotthardtunnels war sie höher als zuvor, da ein Teil der Bauarbeiter im Land blieb. Danach wuchs sie bis ins Jahr 1920 weiter stark an (1888–1920: +18,8 %). In den 1920er Jahren erfolgte eine gewaltige Auswanderungswelle (1920–1930: −296 Personen oder −26,6 %). Es kam zu einer kurzen teilweisen Erholung in den 1930er-Jahren (1930–1941: +15,8 %). Seither folgt ein stetiger Bevölkerungsrückgang. Bis 1960 hielt dieser sich noch in Grenzen (1941–1960: −6,9 %). Zwischen 1960 und 2000 sank die Einwohnerzahl um 414 Personen auf fast die Hälfte (1960–2000: −47,1 %). Seither hat sich der Bevölkerungsrückgang verlangsamt.
Quellen: Bevölkerungsentwicklung der Gemeinden 1850–2000; 2010 ESPOP, 2020 STATPOP; heutiges Gemeindegebiet

### Sprachen
Die Bevölkerung spricht eine hochalemannische Mundart. Fast die gesamte Einwohnerschaft spricht als tägliche Umgangssprache Deutsch. Bei der letzten Volkszählung im Jahr 2000 gaben 94 % Deutsch, 2 % Serbokroatisch und 1 % Italienisch als Hauptsprache an.

### Religionen – Konfessionen
Die Bevölkerung war früher vollumfänglich Mitglied der römisch-katholischen Kirche. Die Konfessionsverhältnisse im Jahr 2000 lassen dies immer noch erkennen. Bei einer Bevölkerung von 465 Personen waren 409 katholisch (88 %). Daneben gab es 25 evangelisch-reformierte Christen (5,4 %), 6 Muslime (1,3 %), 3 orthodoxe Christen und eine christkatholische Person. Weiter gab es 9 Konfessionslose (1,9 %) und 12 Personen (2,6 %) machten keine Angaben zu ihrem Glaubensbekenntnis.

### Herkunft – Nationalität
Von den Ende 2022 416 Bewohnern waren 314 (75,5 %) Schweizer Staatsangehörige. Die 102 Zugewanderten stammen meist aus Portugal (43 Personen), Italien (15 Personen), Deutschland (11 Personen) und Polen (8 Personen). Bei der Volkszählung 2000 waren 433 Personen (93 %) Schweizer Bürger; davon besassen neun Personen die doppelte Staatsbürgerschaft.

### Altersstruktur
Viele Junge sind wegen fehlender Arbeits- und Unterhaltungsmöglichkeiten ins Urner Unterland abgewandert und dort geblieben. Die Gemeinde hat deshalb einen hohen Altersdurchschnitt. Während der Anteil der Personen unter zwanzig Jahren 17,07 % der Ortsbevölkerung ausmacht, sind 24,28 % Senioren (65 Jahre und älter). Die grösste Altersgruppe stellen mittlerweile die Personen zwischen 45 und 59 Jahren. Auf 100 Leute im arbeitsfähigen Alter (20–64 Jahre; 244 Personen) entfallen 29 Junge (unter 20 Jahren; 71 Personen) und 41 Menschen (101 Personen) im Pensionsalter (65 Jahre und mehr).
Die Altersstruktur sah Ende 2022 folgendermassen aus:
| Alter  | 0–6 Jahre | 7–15 Jahre | 16–19 Jahre | 20–29 Jahre | 30–44 Jahre | 45–59 Jahre | 60–79 Jahre | 80 Jahre und mehr |
| Anzahl | 15        | 38         | 18          | 47          | 68          | 97          | 92          | 41                |
| Anteil | 3,61 %    | 9,13 %     | 4,32 %      | 11,30 %     | 16,35 %     | 23,32 %     | 22,11 %     | 9,86 %            |

## Politik

### Legislative
Die Gemeindeversammlung bildet die Legislative. Sie tritt meistens zweimal jährlich zusammen.

### Exekutive
Der fünfköpfige Gemeinderat bildet die Exekutive. Er ist nebenamtlich tätig. Derzeitiger Gemeindepräsident ist Felix Ziegler (Stand 2022).

## Wirtschaft
Im Jahr 2005 gab es 18 Landwirtschaftsbetriebe, die 43 Stellen boten. Industrie und Gewerbe beschäftigten in 7 Arbeitsstätten 34, der Dienstleistungsbereich in 18 Betrieben 121 Personen (Beschäftigung auf Vollzeitstellen umgerechnet). Die Volkszählung 2000 ergab 20 Landwirtschafts- und Forstbetriebe mit 50 Beschäftigten. Die Betriebszählung 2001 kam auf 5 Industrie- und Gewerbebetriebe mit 38 und 24 Dienstleistungsunternehmen mit 119 Beschäftigten.
Von den im Jahr 2000 214 erwerbstätigen Personen Wassens arbeiteten 127 (59 %) in der eigenen Gemeinde. Insgesamt bot der Ort 198 Personen Arbeitsplätze an, von denen 127 (64 %) durch Einheimische besetzt waren.
Die 87 Wegpendler verrichten ihre Arbeit grösstenteils in anderen Gemeinden des Kantons Uri. Darunter 29 Personen in Altdorf, 14 in Göschenen, 6 in Silenen und je 5 in Erstfeld und Andermatt. Bedeutendster Arbeitsort ausserhalb des Kantons war die Stadt Luzern.
Es gab aber auch 71 Zupendler. Diese kamen hauptsächlich aus Gurtnellen (14 Personen), Erstfeld und Göschenen (je 12), Schattdorf (11), Altdorf und Andermatt (je 5).

## Sehenswürdigkeiten
- Die katholische Kirche St. Gallus[9].
- Freilichtmuseum Steinbruch Antonini[10]

## Tourismus
- Besinnungsweg Wassen Richtung Meienschanz mit Mariengrotte Schanz
- Gottardo-Wanderweg
- Alter Sustenweg
- Historische Eisenbahn-Bergstrecke mit SBB-Museum Bahnwärterhaus Eggwald
- Die nationale Bikestrecke Nr. 1 führt von Andermatt her über den Sustenpass gegen Westen.
- Die nationale Velostrecke Nr. 3 führt von der Zentralschweiz ins Tessin oder umgekehrt.
- Sustlihütte SAC
- Sewenhütte SAC

## Galerie

Foto etwa 1889
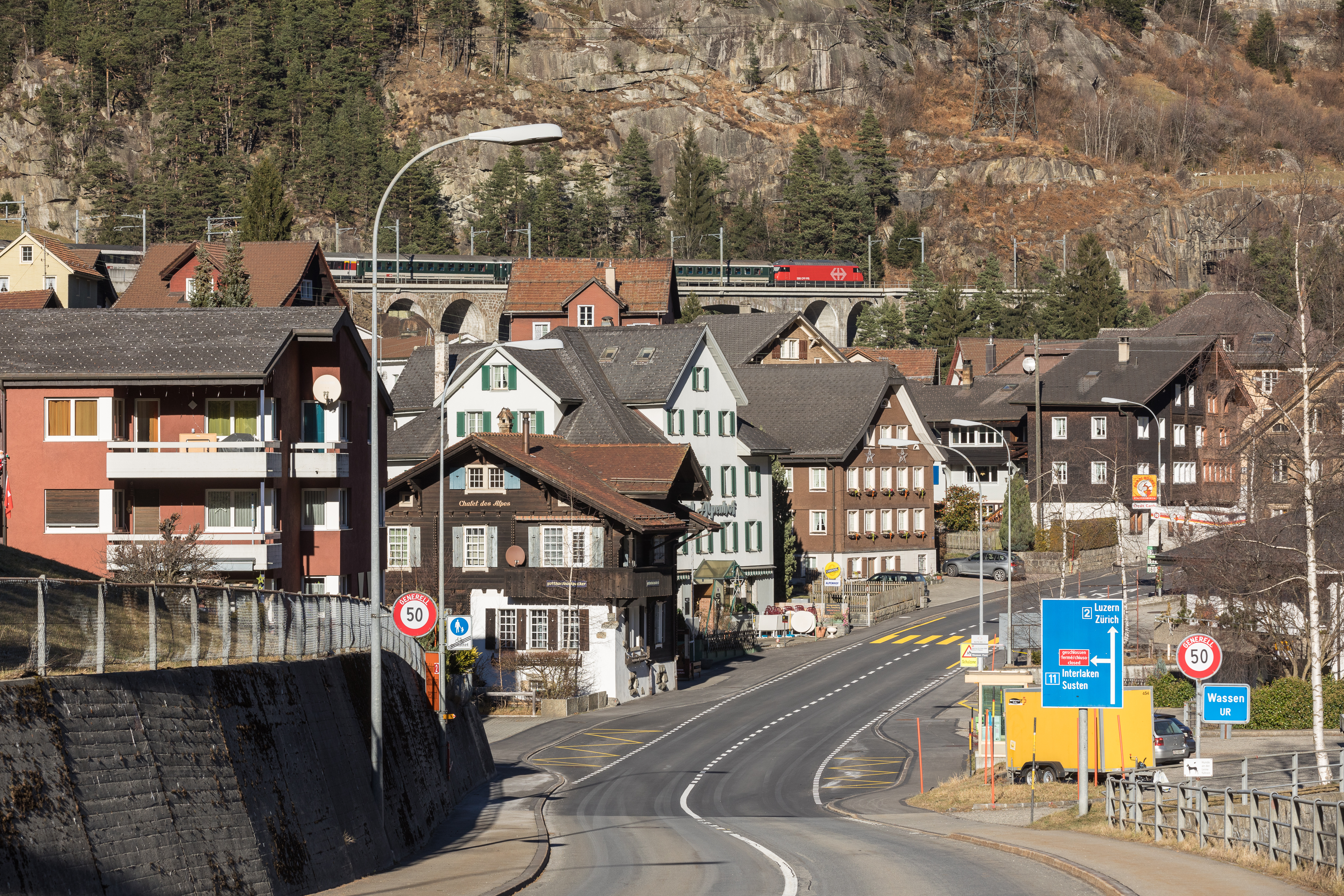
Südlicher Ortseingang von Wassen UR
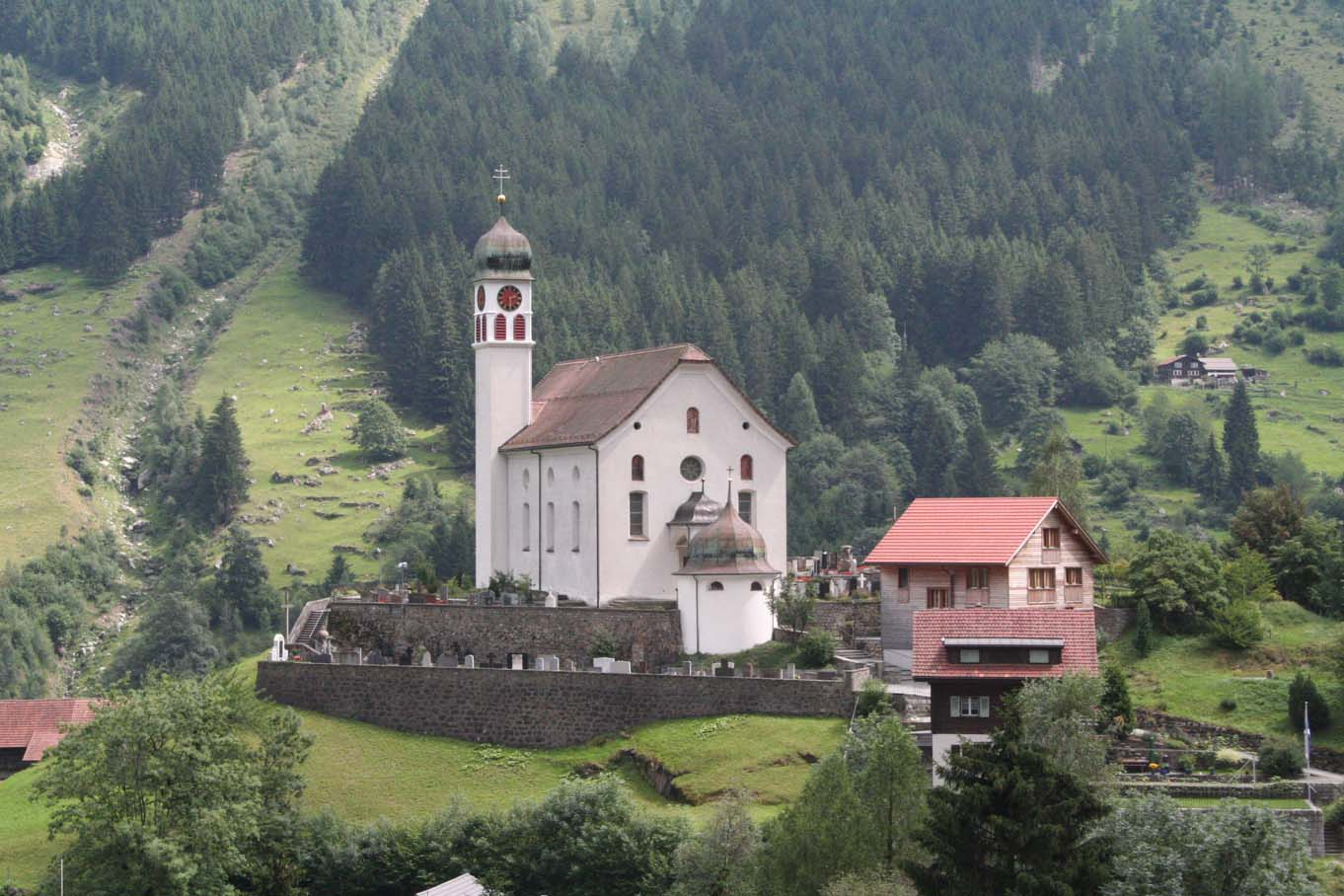
Kirche Wassen
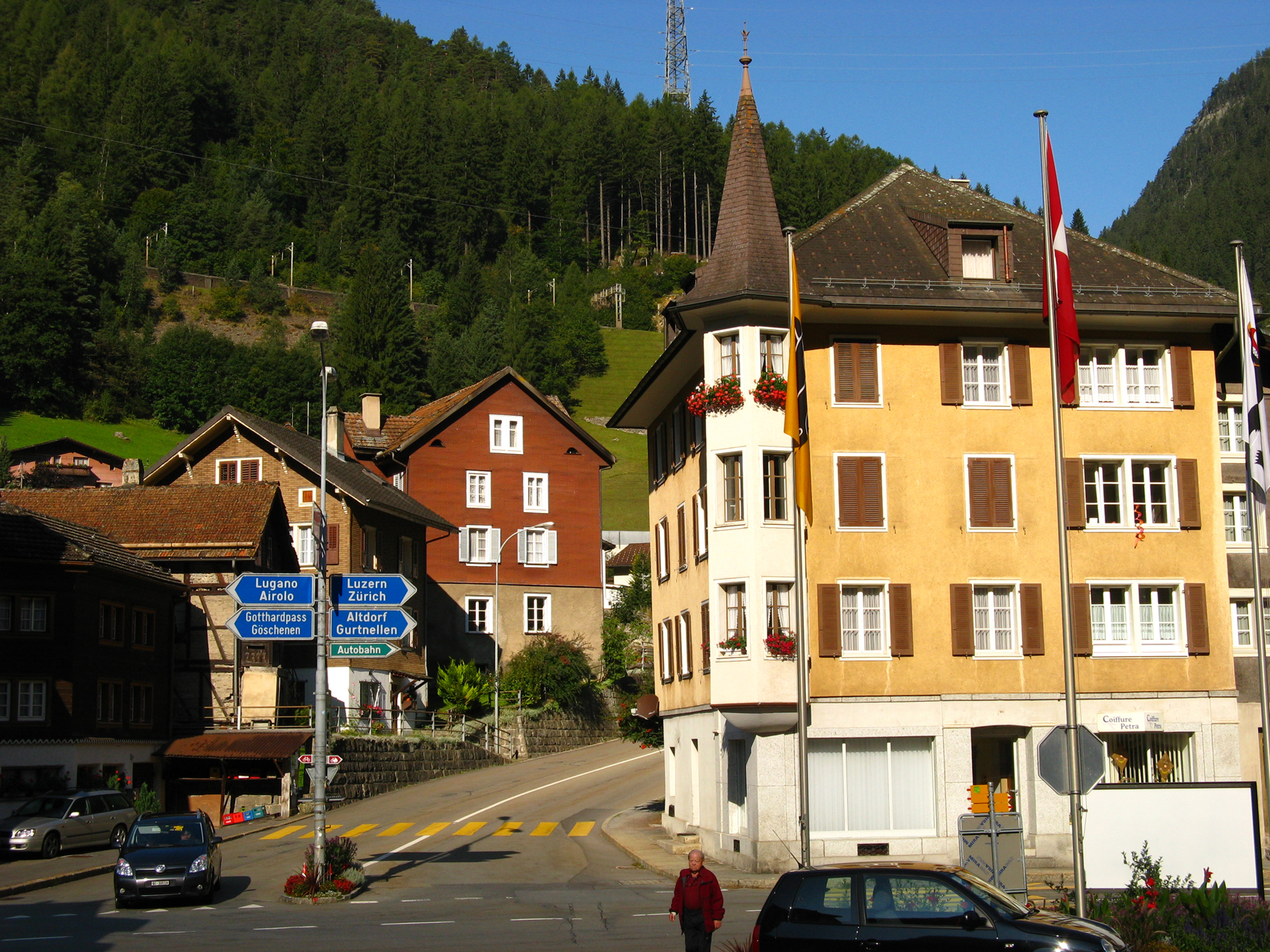
Zentrum von Wassen
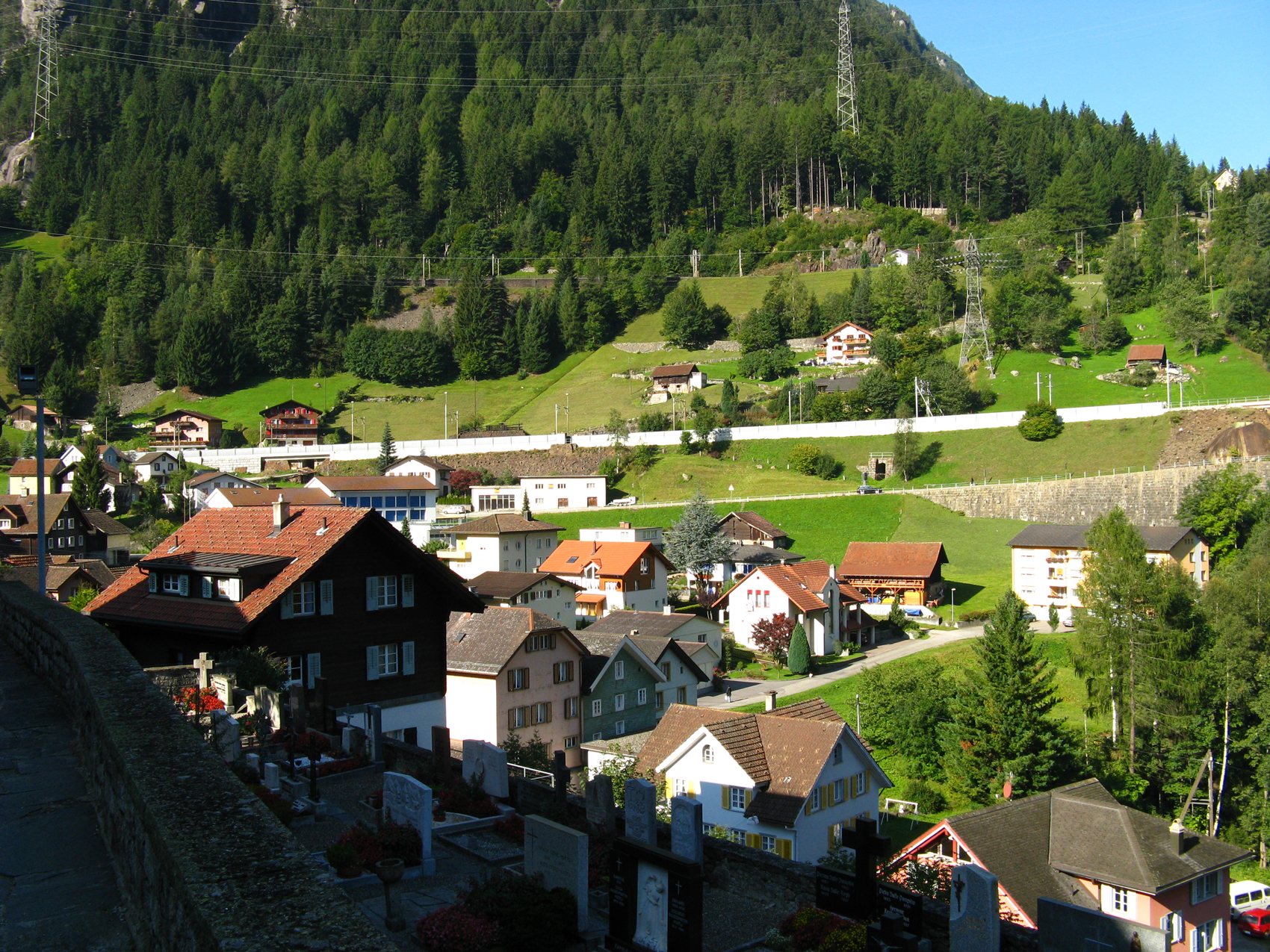
Blick über Wassen
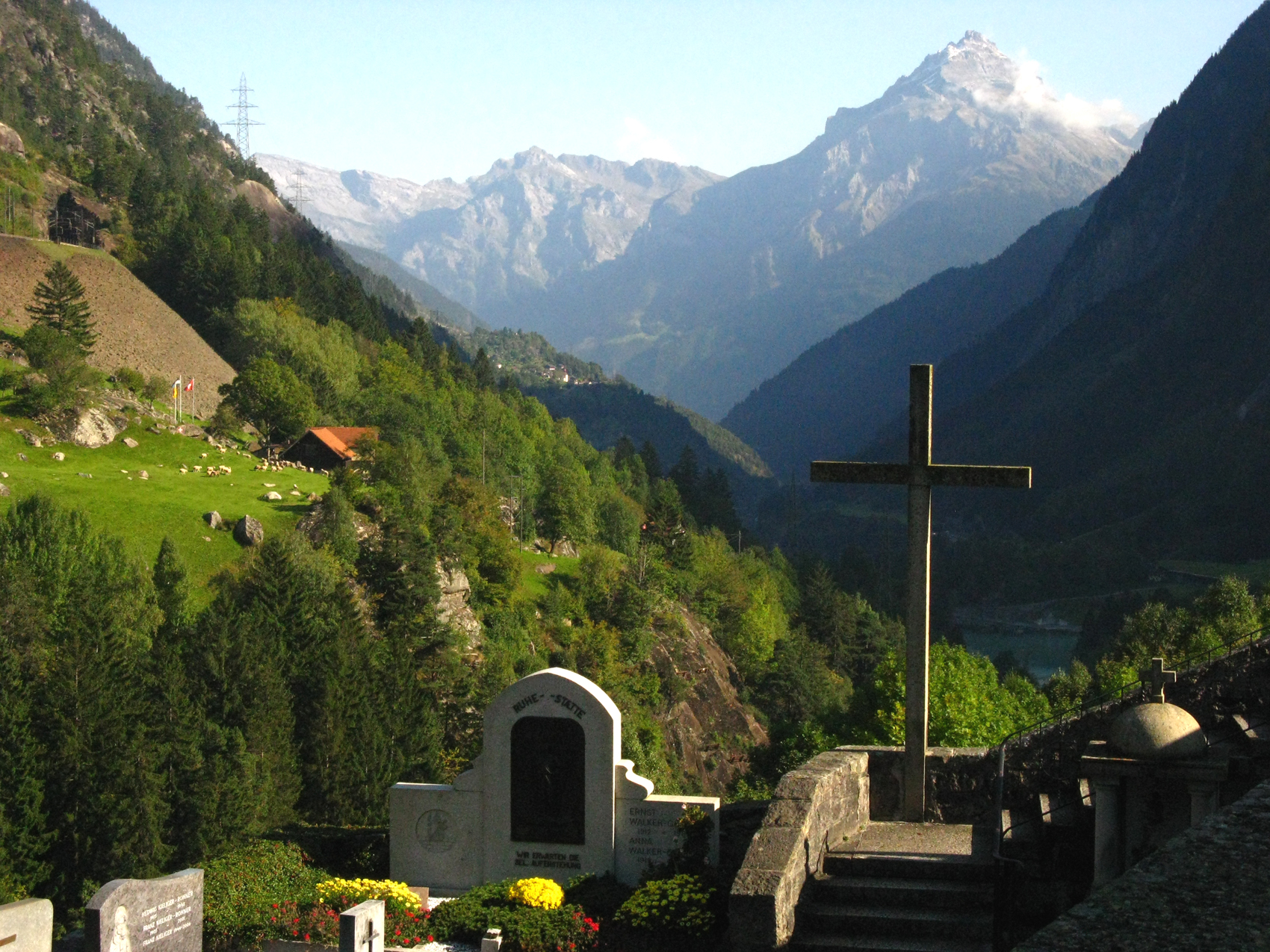
Friedhof und Blick talwärts
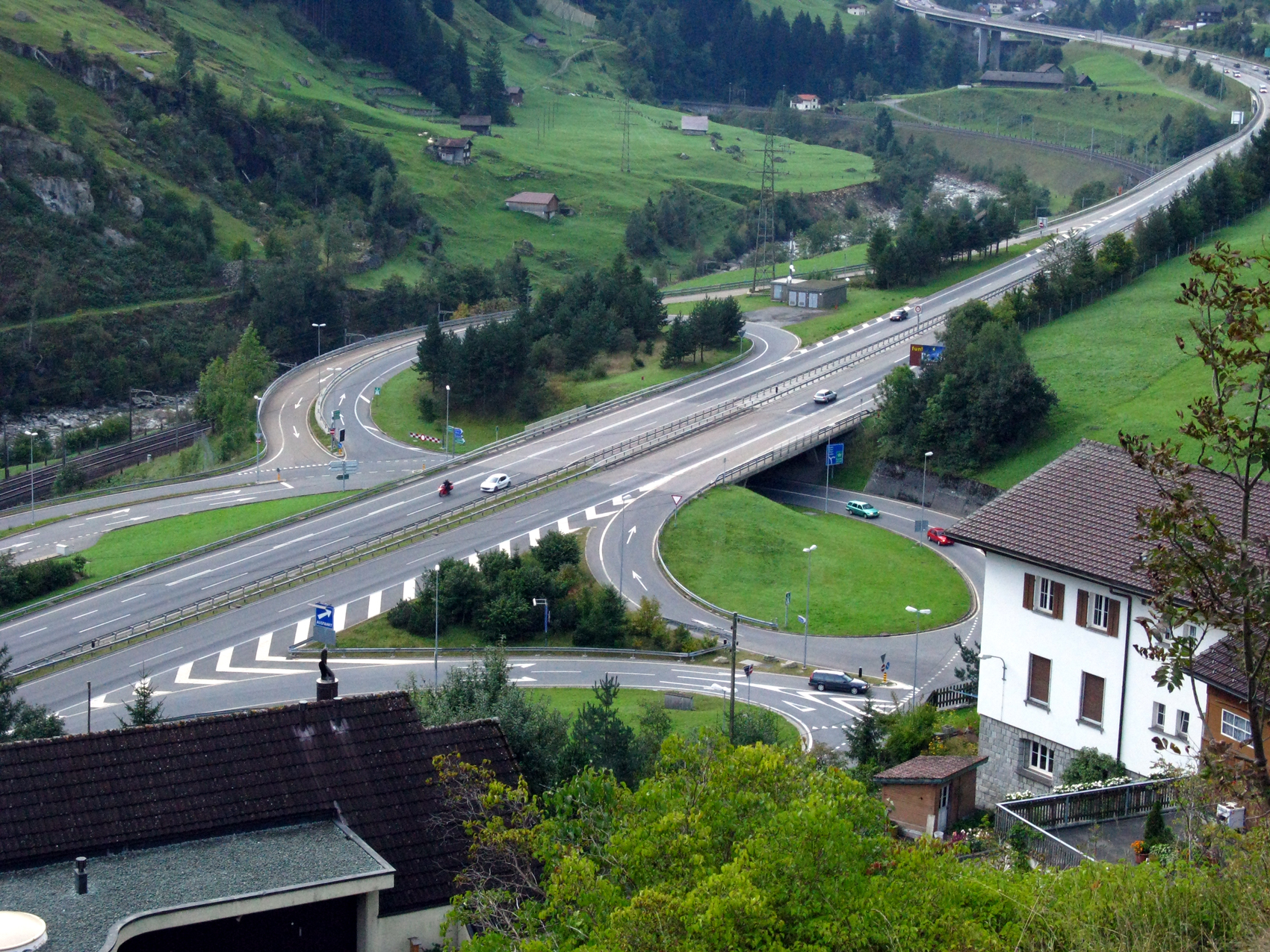
Autobahnzufahrt (A2)
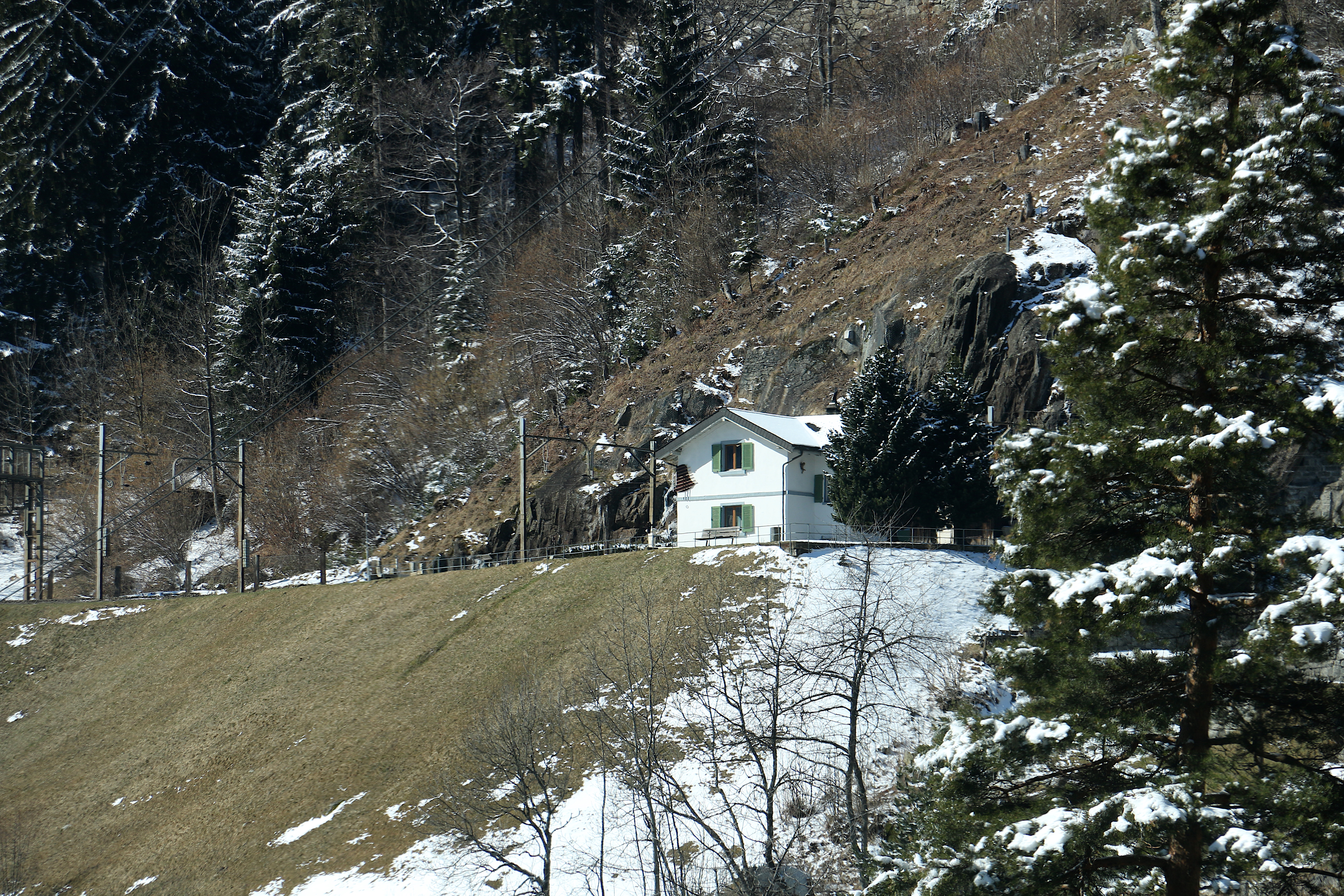
Bahnwärterhaus bei Wassen, Gotthardbahn (2018) 46°42′28.30″N 008°35′45.63″E

## Verkehr

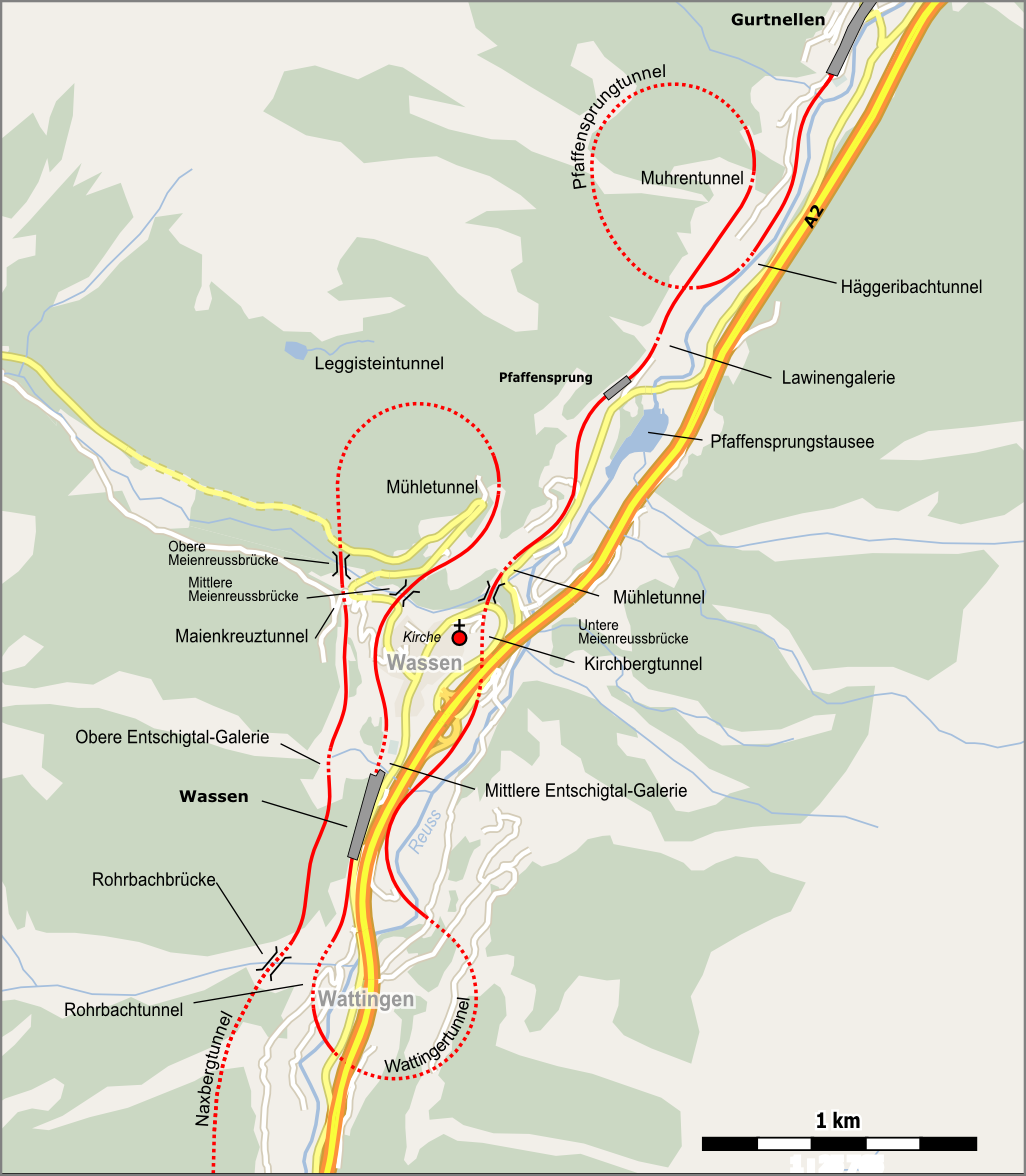
Linienführung der Gotthardbahn um Wassen.

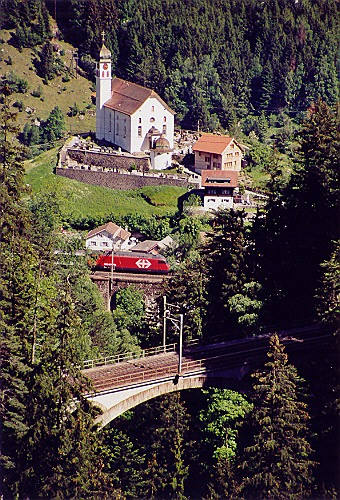
Kirche mit Oberer (vorn) und Mittlerer Meienreuss-Brücke.

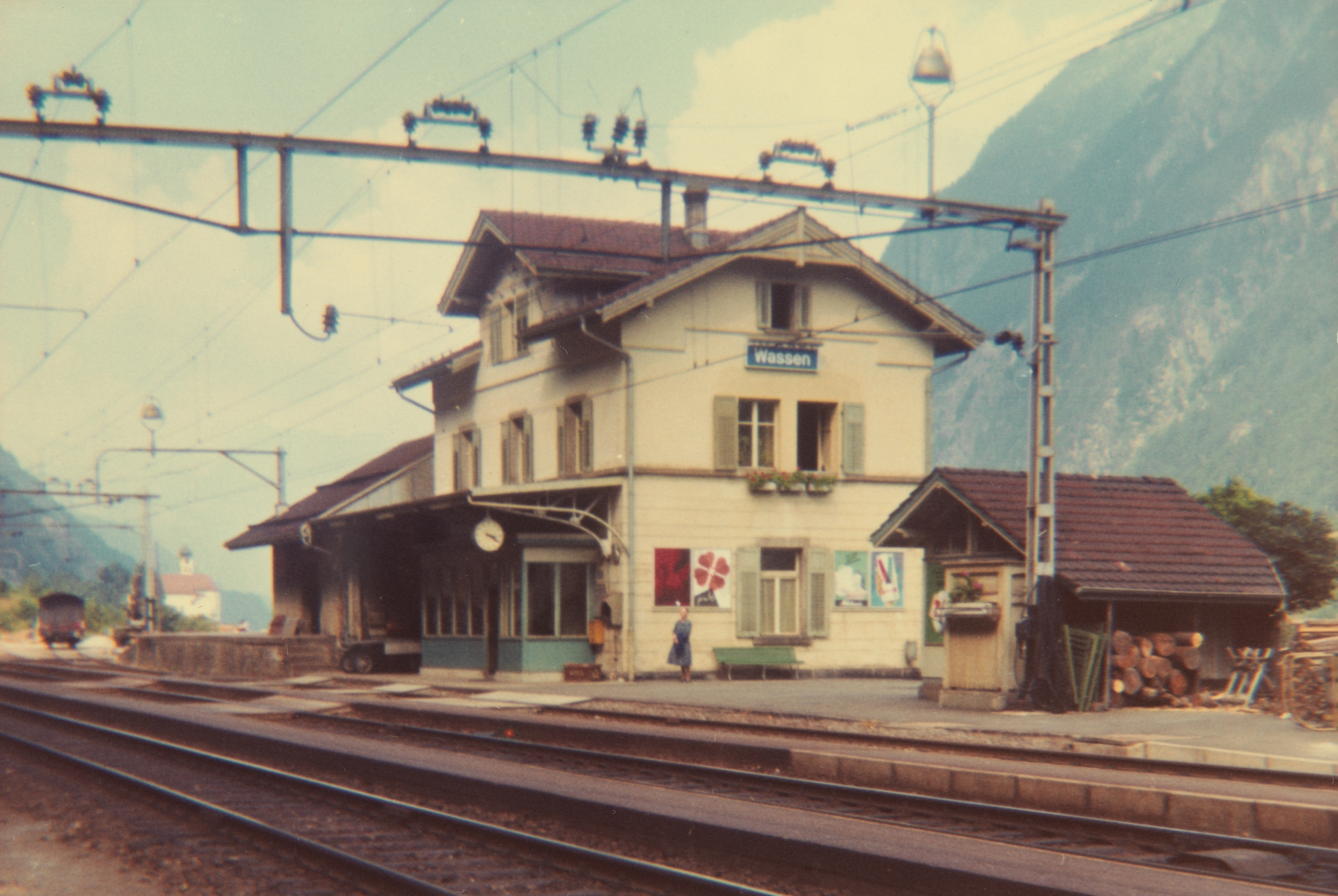
Bahnhof Wassen ca. 1975

Wassen wurde durch den Bau der Gotthardbahn (1872–1882) weltberühmt. Vor dem Ort wird der Spiraltunnel Muhrentunnel passiert. Die Kirche, die während der Zugfahrt mehrfach aus verschiedenen Perspektiven zu sehen ist, wurde zum Wahrzeichen der Strecke. Mittels zweier Kehrtunnel (Wattinger Tunnel und Leggisteintunnel) beim Ort wechselt die Gleisführung zweimal die Richtung in einer Doppelschleife, in deren Zentrum Wassen liegt. Dadurch passiert man Wassen und die Kirche dreimal und überquert ebenso oft die Meienreuss, einen Nebenfluss der Reuss. Die Reuss selbst wird flussaufwärts von Wassen zweifach überquert, um den Wattinger Kehrtunnel auf dem gegenüberliegenden Ufer zu erreichen.
Durch die Doppelschleife wird die Strecke von der Unteren Meienreussbrücke zum Portal des Naxbergtunnels (Luftlinie ungefähr 2 Kilometer) auf etwa 8 Kilometer verlängert, um die Steigung der Bahnlinie in dem gebirgigen Terrain auf 26 ‰ begrenzen zu können. Von der Kirche aus hat man einen wunderschönen Panoramablick auf das obere Reusstal.
Im Bahnhof Wassen halten keine Züge mehr; der Ort wird im öffentlichen Verkehr über die im Ortszentrum haltende Buslinie Flüelen–Göschenen der Auto AG Uri im Stundentakt bedient. Hinzu kommen einzelne Busse über den Sustenpass, von
Andermatt nach Meiringen.
Wassen ist ein Endpunkt der Hauptstrasse 11, die durch das Meiental über den Sustenpass ins Berner Oberland und bis nach Vionnaz im Wallis führt, nahe der Grenze zu Frankreich. Ausserdem durchläuft die Hauptstrasse 2 den Ort, welche die Schweiz komplett in Nord-Süd-Richtung zwischen den Grenzen zu Deutschland (bei Basel-Burgfelden) und Italien (bei Chiasso) durchquert.

## Söhne und Töchter der Stadt
- Peter Mattli (1944), Unternehmer, Politiker und Autorennfahrer